# Nina Hossová
Nina Hossová (* 7. července 1975 Stuttgart, Bádensko-Württembersko) je německá herečka, která na filmovém plátně debutovala v roce 1996 dramatem Und keiner weint mir nach. V roce 2014 si zahrála agentku Irnu Freyovou v britském špionážním snímku Nejhledanější muž.

## Osobní život
Narodila se roku 1975 v západoněmeckém Stuttgartu do rodiny odborového předáka ve společnosti Daimler-Benz a politika Williho Hosse, pozdějšího člena dolní komory Bundestagu za Zelené. Matka Heidemarie Rohwederová byla herečka ve stuttgartském národním divadle a následně také režisérka Esslingenského státního divadla se sídlem ve Württembersku.

## Herecká kariéra
Hlasové role v rádiu začala namlouvat v sedmi letech a na divadelních prknech se poprvé objevila ve věku čtrnácti let. V roce 1997 absolvovala berlínskou divadelní školu Ernsta Busche. První titulní postavou, s výraznou diváckou odezvou, se stala role zavražděné luxusní dívky na telefonu Rosemarie Nitribittové v televizním filmu Eichingera Das Mädchen Rosemarie, na motivy skutečné události a premiérované v roce 1996.
Opakovaně spolupracovala s režisérem Christianem Petzoldem. Za výkon v jeho thrilleru Toter Mann obdržela televizní Cenu Adolfa Grimmeho. O dva roky později ji získala opět za snímek Wolfsburg. Ztvárnění titulní eponymní úlohy v dramatu Yella ji v roce 2007 vyneslo Stříbrného medvěda pro nejlepší herečku na Berlínském mezinárodním filmovém festivalu a Cenu německého filmu pro rok 2008. Další společným projektem se stalo drama Barbara z roku 2011, kde si zahrála hlavní postavu Barbary. Snímek zastupoval Německo v kategorii Oscara za nejlepší cizojazyčný film.
V roce 2009 byla herečka porotkyní na Locarnském mezinárodním filmovém festivalu a o dva roky později také na Berlinale. V letech 1998–2013 působila jako stálá členka činoherního souboru berlínského Deutsches Theater, kde mimo jiné ztvárnila Médeu a Franzisku ve hře Minna von Barnhelm (2005). Během své dráhy spolupracovala s řadou režisérů, jakými byli Einar Schleef, Michael Thalheimer, Robert Wilson, Luc Bondy, Martin Kušej, Stefan Pucher a Stephan Kimmig. Pro rok 2012 byla jmenovaná jedinou porotkyní herecké ceny Alfreda Kerra na Berlínském divadelním setkání (Berliner Theatertreffen). V roce 2013 vstoupila do souboru berlínského divadla Schaubühne a nahrála duet s velšskou rockovou skupinou Manic Street Preachers nazvaný „Europa Geht Durch Mich“ na albu Futurology, vydaném 7. července 2014.
Úlohu agentky německé kontrarozvědky Irny Freyové si v roce 2014 zahrála v britském špionážním snímku Nejhledanější muž, kde v jedné ze svých posledních rolí jejího nadřízeného ztvárnil Philip Seymour Hoffman.

## Sociální činnost
Řadí se mezi příznivce hnutí Make Poverty History, které se angažuje proti znetvoření ženských pohlavních orgánů.
V návaznosti na práci pro svého otce se stala velvyslankyní dobré vůle brazilského státu Pará, bojující proti mýcení deštných pralesů a za zlepšení životních podmínek tamního domorodého obyvatelstva.

## Filmografie

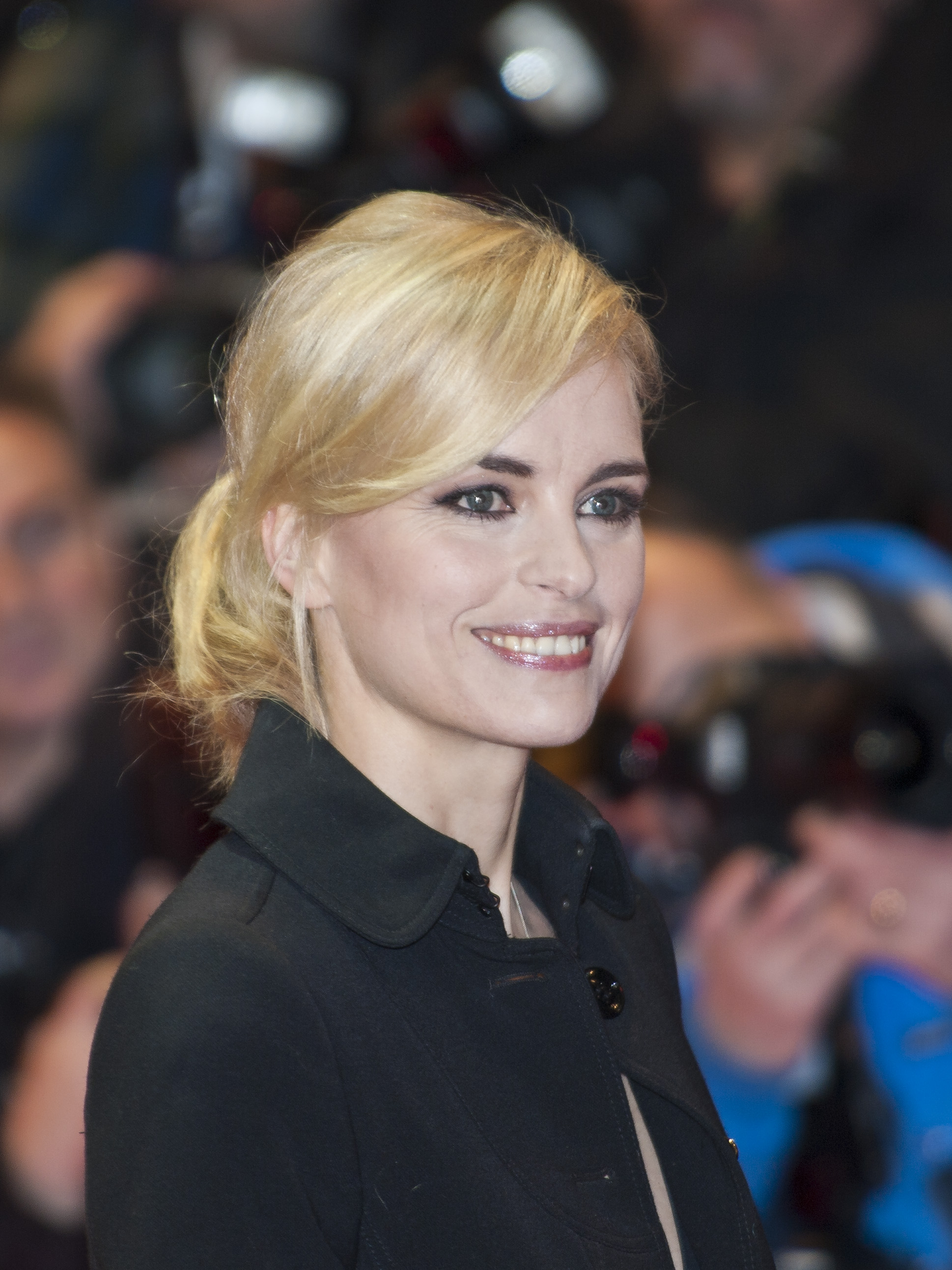
Nina Hossová v roli porotkyně na Berlinale 2011

- 1996 – Das Mädchen Rosemari) – (režie Bernd Eichinger)
- 1996 – Und keiner weint mir nach – (režie Joseph Vilsmaier)
- 1998 – Feuerreiter – (režie Nina Grosseová)
- 1998 – Liebe deine Nächste! – (režie Detlev Buck)
- 1999 – Der Vulkan – (režie Ottokar Runze)
- 2001 – Toter Mann, televizní film
- 2002 – Nackt – (režie Doris Dörrie)
- 2002 – Epsteinova noc (Epsteins Nacht) – (režie Urs Egger)
- 2003 – Wolfsburg – (režie Christian Petzold)
- 2005 – Bílá masajka (Die weiße Massai) – (režie Hermine Huntgeburthová)
- 2006 – Elementární částice (Elementarteilchen) – (režie Oskar Roehler)
- 2006 – Leben mit Hannah – (režie Erica von Moellerová)
- 2007 – Yella – (režie Christian Petzold)
- 2007 – Das Herz ist ein dunkler Wald – (režie Nicolette Krebitz)
- 2008 – Anarchistova žena (Die Frau des Anarchisten) – (režie Marie Noëlleová a Peter Sehr)
- 2008 – Žena v Berlíně (Anonyma – Eine Frau in Berlin) – (režie Max Färberböck)
- 2009 – Jerichow – (režie Christian Petzold)
- 2009 – Mein Leben – Nina Hoss – (režie Lilly Engelová), dokumentární
- 2010 – Wir sind die Nacht – (režie Dennis Gansel)
- 2012 – Barbara – (režie Christian Petzold)
- 2013 – Zlato – (režie Thomas Arslan)
- 2013 – Nejhledanější muž (A Most Wanted Man) – (režie Anton Corbijn)
- 2014 – Phoenix – (režie Christian Petzold)
- 2014 – Ve jménu vlasti (Homeland), seriál